# 후쿠시마현 제4구
후쿠시마현 제4구(일본어: 福島県第4区)는 일본의 중의원 선거구이다. 1994년 일본 공직선거법이 개정되면서 신설되었다.

## 지역
- 아이즈와카마쓰시
- 기타카타시
- 미나미아이즈군
- 야마군
- 가와누마군
- 오누마군
- 니시시라카와군 니시고촌

2017년 선거구 개편으로 니시시라카와군 니시고촌이 후쿠시마현 제3구에서 넘어왔다.

## 역대 국회의원
| 선거          | 선거          | 의원          | 정당       |
| ------------- | ------------- | ------------- | ---------- |
|               | 1996년 제41회 | 와타나베 고조 | 신진당     |
|               | 2000년 제42회 | 와타나베 고조 | 무소속     |
| 2003년 제43회 |               | 와타나베 고조 | 무소속     |
| 2005년 제44회 |               | 와타나베 고조 | 무소속     |
|               | 2009년 제45회 | 와타나베 고조 | 민주당     |
|               | 2012년 제46회 | 간케 이치로   | 자유민주당 |
|               | 2014년 제47회 | 오구마 신지   | 유신당     |
|               | 2017년 제48회 | 간케 이치로   | 자유민주당 |